# Nuestra Arquitectura
Nuestra Arquitectura fue una revista mensual argentina sobre arquitectura, que editó 523 números entre 1929 y 1985. Comenzó siguiendo la arquitectura academicista que estaba instalada aún a fines de los años 20, pero rápidamente se volcó a seguir la nueva arquitectura moderna que se instaló definitivamente en la Argentina desde la década de 1940.
Fue fundada por Walter Hylton Scott en 1929 y se editó entre los años 1929 y 1986. Se trató de una publicación dedicada más a la difusión de edificios que a los aspectos críticos de la disciplina (en los que se mantuvo “cauta, antirrupturista, conciliadora”, salvo por aportes específicos de algunos arquitectos renombrados. No obstante esto, se dedicó a ampliar la información sobre disciplinas como el diseño, la historia o el arte, de una manera también general, a partir de los años 60. Si bien la publicación mantuvo una actualización respecto de las novedades internacionales y nacionales, en cuanto diseño y arquitectura, difundió muy poca representación de los casos del interior del país.